# بيلي كوبر
بيلي كوبر (بالإنجليزية: Billy Cooper)‏ (1 يناير 1917 بيورك في المملكة المتحدة - ) هو لاعب كرة قدم بريطاني في مركز الهجوم. لعب مع برادفورد سيتي ونادي روتشديل ونادي هاليفاكس تاون.